# Diwnoje (Kraj Stawropolski)
Diwnoje (ros. Дивное) – wieś w Rosji, w Kraju Stawropolskim, w rejonie apanasienkowskim. W 2010 liczyła 14 085 mieszkańców.